# Taminaioi
Taminaioi (in greco Ταμιναίοι?) è un ex comune della Grecia nella periferia della Grecia Centrale (unità periferica dell'Eubea) con 9 764 abitanti secondo i dati del censimento 2001.
È stato soppresso a seguito della riforma amministrativa, detta Programma Callicrate, in vigore dal gennaio 2011 ed è ora compreso nel comune di Kymi-Aliveri.

## Località
Il comune è suddiviso nelle seguenti comunità (i nomi dei villaggi tra parentesi):
- Agios Ioannis (Agios Ioannis, Akti Nireos)
- Agios Loukas (Agios Loukas, Paramerites, Prinias)
- Aliveri (Aliveri, Anthoupoli, Katakalos, Latas, Milaki)
- Gavalas
- Partheni (Partheni, Panagia)
- Prasino (Prasino, Panagitsa Pounta)
- Tharounia
- Trachili